# Ден Гендерсон
Де́ніел Дже́ффрі Ге́ндерсон (англ. Daniel Jeffery Henderson; нар. 24 серпня 1970, Дауні, Каліфорнія, США) — американський спортсмен, борець вільного і греко-римського стилю, спеціаліст зі змішаних бойових мистецтв.
Особисті досягнення в боротьбі у вагових категоріях до 74 і до 84 кілограмів:
- Чемпіон США з вільної боротьби серед юніорів (1988 рік).
- Дворазовий чемпіон США з греко-римської боротьби серед юніорів (1988, 1990 роки).
- Триразовий чемпіон США з греко-римської боротьби серед студентів ВНЗ (1991, 1993, 1994 роки).
- Триразовий чемпіон США з греко-римської боротьби (1993, 1994, 1997 роки).
- Срібний призер кубку світу з боротьби (1994, 1996 роки).
- Призер XII Панамериканських ігор з боротьби (1995 рік).
- Переможець і призер Панамериканського чемпіонату з боротьби (1994, 1998, 2000 роки).
- Учасник XXV та XXVI Олімпійських ігор (1992, 1996 роки).

Особисті досягнення в змішаних бойових мистецтвах у вагових категоріях до 77, 84 і 93  кілограмів:
- Чемпіон турніру «Brazil Open '97» (1997 рік)
- Чемпіон 17-го турніру UFC (1998 рік).
- Переможець Гран-прі Бійцівського чемпіонату RINGS (2000 рік).
- Переможець Гран-прі Бійцівського чемпіонату PRIDE (2005 рік).
- Чемпіон світу зі змішаних бойових мистецтв за версією PRIDE у середній (2005 – 2007 роки) і напівважкій (2007 рік) вагових категоріях.
- Діючий чемпіон світу зі змішаних бойових мистецтв за версією Strikeforce у напівважкій ваговій категорії (2011 рік).

Цікаві факти:
- Ден Гендерсон — перший і єдиний боєць, якому вдалось заволодіти чемпіонськими поясами PRIDE у двох вагових категоріях.
- Ден Гендерсон — найстарший чемпіон в історії Strikeforce (40 років).
- За свою тривалу кар'єру Гендерсон зустрічався у поєдинках із 17-ма чемпіонами світу: колишніми, діючими, або майбутніми.
- Ден Гендерсон — борець, але в поєдинках за змішаними правилами часто віддає перевагу ударній техніці, зокрема боксу. Гендерсон має потужний нокаутуючий удар і неодноразово нагороджувався титулами і преміями профільних спортивних видань за видовищні нокаути, якими часто завершує свої виступи. Гендерсон мало працює серіями і комбінаціями, віддаючи перевагу одиночному силовому удару (крос, хук або свінг).
- За свідченнями Федора Ємельяненко та очевидців з його оточення, Ден Гендерсон добре володіє російською мовою та її особливостями (ненормативна лексика).[5] Втім, офіційна біографія бійця не містить подібної інформації.[4]
- Ден Гендерсон має індіанське коріння.
- Ден Гендерсон одружений, виховує трьох дітей.
- Дену Гендерсону належать бренди «Clinch Gear» та «Team Quest», під егідою яких випускається спортивний одяг, спорядження та екіпірування, а також працюють спортивно-оздоровчі клуби і тренувальні зали.

## Статистика в змішаних бойових мистецтвах
| Результат | Противник               | Вага      | Спосіб                                | Раунд | Час   | Дата              | Місце                   | Подія                                                          | Примітки                                                                        |
| --------- | ----------------------- | --------- | ------------------------------------- | ----- | ----- | ----------------- | ----------------------- | -------------------------------------------------------------- | ------------------------------------------------------------------------------- |
| Перемога  | Маурісіу Руа            | 84-93 кг  | Технічний нокаут (удари кулаками)     | 3     | 1:31  | 23 березня 2014   | Натал, Бразилія         | «UFC Fight Night 39»                                           | Нагороджений преміями «Бій вечора» та «Нокаут вечора».                          |
| Поразка   | Вітор Белфорт           | 84-93 кг  | Нокаут (удар ногою)                   | 1     | 1:17  | 9 листопада 2013  | Ґоянія, Бразилія        | «UFC Fight Night 32»                                           |                                                                                 |
| Поразка   | Рашад Еванс             | 84-93 кг  | Рішення суддів (роздільне)            | 3     | 5:00  | 15 червня 2013    | Вінніпег, Канада        | «UFC 161»                                                      |                                                                                 |
| Поразка   | Ліото Мачіда            | 84-93 кг  | Рішення суддів (роздільне)            | 3     | 5:00  | 23 лютого 2013    | Анахайм, США            | «UFC 157»                                                      |                                                                                 |
| Перемога  | Маурісіу Руа            | 84-93 кг  | Рішення суддів (одностайне)           | 5     | 5:00  | 19 листопада 2011 | Сан-Хосе, США           | «UFC 139»                                                      | Нагороджений премією «Бій вечора».                                              |
| Перемога  | Федір Ємельяненко       | 93-120 кг | Технічний нокаут (удари кулаками)     | 1     | 4:12  | 31 липня 2011     | Чикаго, США             | «Strikeforce: Fedor vs. Henderson»                             |                                                                                 |
| Перемога  | Рафаел Кавалканті       | 84-93 кг  | Технічний нокаут (удари кулаками)     | 3     | 0:50  | 5 березня 2011    | Колумбус, США           | «Strikeforce: Feijao vs. Henderson»                            | Виграв титул чемпіона у напівважкій ваговій категорії.                          |
| Перемога  | Ренату Собрал           | 84-93 кг  | Нокаут (удари кулаками)               | 1     | 1:53  | 4 грудня 2010     | Сент-Луїс, США          | «Strikeforce: St. Louis»                                       |                                                                                 |
| Поразка   | Джейк Шилдс             | 77-84 кг  | Рішення суддів (одностайне)           | 5     | 5:00  | 17 квітня 2010    | Нашвілл, США            | «Strikeforce: Nashville»                                       | Бій за титул чемпіона у середній ваговій категорії.                             |
| Перемога  | Майкл Біспінг           | 77-84 кг  | Нокаут (удар кулаком)                 | 2     | 3:20  | 11 липня 2009     | Лас-Вегас, США          | «UFC 100»                                                      | Нагороджений премією «Нокаут вечора».                                           |
| Перемога  | Річ Франклін            | 77-84 кг  | Рішення суддів (роздільне)            | 3     | 5:00  | 17 січня 2009     | Дублін, Ірландія        | «UFC 93»                                                       |                                                                                 |
| Перемога  | Рузімар Паляріс         | 77-84 кг  | Рішення суддів (одностайне)           | 3     | 5:00  | 6 вересня 2008    | Атланта, США            | «UFC 88»                                                       |                                                                                 |
| Поразка   | Андерсон Сілва          | 77-84 кг  | Підкорення (удушення руками)          | 2     | 4:50  | 1 березня 2008    | Колумбус, США           | «UFC 82»                                                       | Бій за титул чемпіона у середній ваговій категорії. Виграв премію «Бій вечора». |
| Поразка   | Куінтон Джексон         | 84-93 кг  | Рішення суддів (одностайне)           | 5     | 5:00  | 8 вересня 2007    | Лондон, Велика Британія | «UFC 75»                                                       | Бій за титул чемпіона у напівважкій ваговій категорії.                          |
| Перемога  | Вандерлей Сілва         | 84-93 кг  | Нокаут (удари кулаками)               | 3     | 2:08  | 24 лютого 2007    | Лас-Вегас, США          | «Pride 33»                                                     | Виграв титул чемпіона у напівважкій ваговій категорії.                          |
| Перемога  | Вітор Белфорт           | 84-93 кг  | Рішення суддів (одностайне)           | 3     | 5:00  | 21 жовтня 2006    | Лас-Вегас, США          | «Pride 32»                                                     |                                                                                 |
| Поразка   | Казуо Місакі            | 77-84 кг  | Рішення суддів (одностайне)           | 2     | 5:00  | 26 серпня 2006    | Наґоя, Японія           | «Pride Bushido 12» Гран-прі PRIDE (чвертьфінал)                |                                                                                 |
| Перемога  | Казуо Місакі            | 77-84 кг  | Рішення суддів (одностайне)           | 2     | 5:00  | 2 квітня 2006     | Токіо, Японія           | «Pride Bushido 10»                                             |                                                                                 |
| Перемога  | Мурілу Бустаманті       | 77-84 кг  | Рішення суддів (роздільне)            | 2     | 5:00  | 31 грудня 2005    | Сайтама, Японія         | «Pride Shockwave 2005» Гран-прі PRIDE (фінал)                  | Виграв Гран-прі. Виграв титул чемпіона у середній ваговій категорії.            |
| Перемога  | Акіхіро Ґоно            | 77-84 кг  | Нокаут (удар кулаком)                 | 1     | 7:58  | 25 вересня 2005   | Токіо, Японія           | «Pride Bushido 9» Гран-прі PRIDE (півфінал)                    |                                                                                 |
| Перемога  | Рьо Тьонан              | 77-84 кг  | Технічний нокаут (удари кулаками)     | 1     | 0:22  | 25 вересня 2005   | Токіо, Японія           | «Pride Bushido 9» Гран-прі PRIDE (чвертьфінал)                 |                                                                                 |
| Поразка   | Антоніу Рожеріу Ноґейра | 84-93 кг  | Підкорення (больовий прийом на руку)  | 1     | 8:05  | 23 квітня 2005    | Осака, Японія           | «Pride Total Elimination 2005» Гран-прі PRIDE (чвертьфінал)    |                                                                                 |
| Перемога  | Юкі Кондо               | 84-93 кг  | Рішення суддів (роздільне)            | 3     | 5:00  | 31 грудня 2004    | Сайтама, Японія         | «Pride Shockwave 2004»                                         |                                                                                 |
| Перемога  | Кадзухіро Накамура      | 84-93 кг  | Технічний нокаут (травма)             | 1     | 1:15  | 31 жовтня 2004    | Сайтама, Японія         | «Pride 28»                                                     |                                                                                 |
| Перемога  | Мурілу Бустаманті       | 84-93 кг  | Технічний нокаут (удари кулаками)     | 1     | 0:53  | 9 листопада 2003  | Сайтама, Японія         | «Pride Final Conflict 2003»                                    |                                                                                 |
| Перемога  | Сюнґо Ояма              | 84-93 кг  | Технічний нокаут (удари руками)       | 1     | 3:28  | 16 березня 2003   | Йокогама, Японія        | «Pride 25»                                                     |                                                                                 |
| Поразка   | Антоніу Родріґу Ноґейра | 93-120 кг | Підкорення (больовий прийом на руку)  | 3     | 1:49  | 23 грудня 2002    | Фукуока, Японія         | «Pride 24»                                                     |                                                                                 |
| Поразка   | Рікарду Арона           | 84-93 кг  | Рішення суддів (роздільне)            | 3     | 5:00  | 28 квітня 2002    | Йокогама, Японія        | «Pride 20»                                                     |                                                                                 |
| Перемога  | Мурілу Руа              | 84-93 кг  | Рішення суддів (роздільне)            | 3     | 5:00  | 3 листопада 2001  | Токіо, Японія           | «Pride 17»                                                     |                                                                                 |
| Перемога  | Акіра Сьодзі            | 84-93 кг  | Технічний нокаут (удари руками)       | 3     | 3:18  | 27 травня 2001    | Йокогама, Японія        | «Pride 14»                                                     |                                                                                 |
| Перемога  | Рензу Ґрейсі            | 84-93 кг  | Нокаут (удар кулаком)                 | 1     | 1:40  | 25 березня 2001   | Сайтама, Японія         | «Pride 13»                                                     |                                                                                 |
| Поразка   | Вандерлей Сілва         | 84-93 кг  | Рішення суддів (одностайне)           | 3     | 5:00  | 9 грудня 2000     | Сайтама, Японія         | «Pride 12»                                                     |                                                                                 |
| Перемога  | Ренату Собрал           | Вільна    | Рішення суддів (роздільне)            | 2     | 5:00  | 26 лютого 2000    | Токіо, Японія           | «Rings: King of Kings 1999 Final» Гран-прі RINGS (фінал)       | Виграв Гран-прі.                                                                |
| Перемога  | Антоніу Родріґу Ноґейра | Вільна    | Рішення суддів (роздільне)            | 2     | 5:00  | 26 лютого 2000    | Токіо, Японія           | «Rings: King of Kings 1999 Final» Гран-прі RINGS (півфінал)    |                                                                                 |
| Перемога  | Гілберт Айвел           | Вільна    | Рішення суддів (одностайне)           | 2     | 5:00  | 26 лютого 2000    | Токіо, Японія           | «Rings: King of Kings 1999 Final» Гран-прі RINGS (чвертьфінал) |                                                                                 |
| Перемога  | Хіроміцу Канехара       | Вільна    | Рішення суддів (роздільне)            | 2     | 5:00  | 28 жовтня 1999    | Токіо, Японія           | «Rings: King of Kings Block A» Гран-прі RINGS (другий раунд)   |                                                                                 |
| Перемога  | Бакурі Ґоґітідзе        | Вільна    | Підкорення (удари коліньми)           | 1     | 2:17  | 28 жовтня 1999    | Токіо, Японія           | «Rings: King of Kings Block A» Гран-прі RINGS (перший раунд)   |                                                                                 |
| Перемога  | Карлос Ньютон           | 77-84 кг  | Рішення суддів (роздільне)            | 1     | 15:00 | 15 травня 1998    | Мобіл, США              | «UFC 17»                                                       | Виграв турнір.                                                                  |
| Перемога  | Аллан Ґойнс             | 77-84 кг  | Рішення суддів (одностайне)           | 1     | 15:00 | 15 травня 1998    | Мобіл, США              | «UFC 17»                                                       |                                                                                 |
| Перемога  | Ерік Сміт               | Вільна    | Технічне підкорення (удушення руками) | 1     | 0:30  | 15 червня 1997    | Бразилія                | «Brazil Open '97»                                              | Виграв турнір.                                                                  |
| Перемога  | Крезіу ді Соза          | Вільна    | Технічний нокаут (удари кулаками)     | 1     | 5:25  | 15 червня 1997    | Бразилія                | «Brazil Open '97»                                              |                                                                                 |